# Banco Credicoop
Banco Credicoop Cooperativo Limitado es una institución financiera cooperativa argentina. Es el cuarto banco privado de capitales argentinos más importante del país, después del Banco Galicia, Banco Santander y Banco Macro, y ocupa el séptimo lugar en el ranking de bancos en términos totales. Además, es el banco cooperativo más destacado de América Latina.

## Origen
El Banco Credicoop tiene sus raíces en las Cajas de Crédito. En 1976, el gobierno militar intentó eliminar estas cajas, que formaban parte del sector cooperativo. En respuesta, las cooperativas de crédito se unieron en una acción defensiva, lo que llevó a la creación del Banco Credicoop en 1979. Esta institución nació de la fusión de las 44 cajas de crédito que existían en la Capital y el Gran Buenos Aires, algunas de las cuales databan de principios del siglo XX.

## Actividades
Hacia mediados de la década del cuarenta, con la elección de Juan Domingo Perón, las Cajas de Crédito comenzaron a reflejar el desarrollo industrial del país, lo que resultó en un acelerado crecimiento y diversificación de los sectores atendidos.
En 1958, la creación del Instituto Movilizador de Fondos Cooperativos (IMFC) como cooperativa de segundo grado provocó un notable aumento en el número y dispersión geográfica de las entidades. Desde ese momento, las cajas de crédito cooperativas desarrollaron una nueva operativa basada en la captación de recursos a través de cuentas a la vista, compensados por una cámara nacional de órdenes de pago. Esto les permitió manejar entre el 9% y el 11% del total de los depósitos del sistema financiero, canalizando estos fondos hacia la financiación de pequeñas y medianas empresas, cooperativas y personas. Este desarrollo del cooperativismo en el sector financiero generó la temprana oposición de bancos nacionales y extranjeros, así como de sectores de la gran burguesía, resultando en una serie de normativas y acciones restrictivas del Estado argentino, alcanzando su punto culminante con el golpe de Estado de 1966. 
La dictadura cívico-militar que gobernó Argentina entre junio de 1966 y marzo de 1973 atacó al cooperativismo de crédito tanto como empresa financiera orientada al desarrollo de las Pymes, asalariados y entidades de economía social, como movimiento social que debía detener su actividad junto a otras instituciones sociales y políticas durante la etapa del «tiempo económico» impuesto por la dictadura. De las 974 cajas de crédito que operaban en 1966, solo sobrevivieron 417, y su participación en el total de depósitos del sistema financiero descendió de más del 10% a menos del 2%.
Una nueva etapa comenzó cuando la dictadura militar que tomó el poder en 1976 implementó políticas públicas de orientación neoliberal. En este contexto, la «Ley de Entidades Financieras» de 1977 prohibió la continuidad de la operativa de las cajas de crédito, aunque permitió su transformación en bancos comerciales bajo forma jurídica cooperativa, tras una serie de acciones públicas del movimiento cooperativo. Este proceso culminó en junio de 1979 con la creación de 77 bancos cooperativos, incluyendo el Banco Credicoop. Para preservar la presencia cooperativa en todo el país, Credicoop decidió incorporar entidades financieras cooperativas en peligro de desaparición, fusionándose con cuatro bancos regionales en la segunda mitad de los años 80: Udecoop (1985), Coscrea (1986), Oceánico (1988) y Acción (1990).
Por sus principios históricos, el Banco Credicoop ha orientado sus acciones a las pequeñas y medianas empresas y a la banca de personas. También se destaca por su actividad educativa y cultural, derivada de su carácter cooperativo. En 1995 incorporó filiales del Banco Local, y en 1997 a los Bancos Coopesur y Argencoop. En 1998 adquirió cinco sucursales del Banco Almafuerte. En 2013, bajo la gestión de Carlos Heller, el banco se expandió comprando la Caja de Crédito La Capital del Plata, incorporando 200,000 tarjetas de crédito, 69,000 créditos a individuos (principalmente jubilados), y depósitos por casi $220 millones de dicha caja.
El Banco Credicoop es una cooperativa sin fines de lucro guiada por los principios de solidaridad y ayuda mutua. A diferencia de las empresas con fines de lucro donde los votos dependen del capital aportado, en Credicoop cada asociado tiene derecho a un voto. El banco cuenta con 276 filiales en todo el país, cada una con una Comisión de Asociados que colabora con el Consejo de Administración.
Forma parte del Instituto Movilizador de Fondos Cooperativos y de la Asociación de Bancos Públicos y Privados de la República Argentina (ABAPPRA), donde Carlos Heller, de Credicoop, fue elegido presidente. Internacionalmente, es miembro de la Alianza Cooperativa Internacional (ACI) y de la Confederación Internacional de Bancos Populares (CIBP).